# Ludvík Podéšt
Ludvík Podéšt (* 19. Dezember 1921 in Dubňany; † 27. Februar 1968 in Prag) war ein tschechischer Komponist.
Podéšt studierte am Konservatorium von Brünn bei Jaroslav Kvapil und später an der Masaryk-Universität bei Bohumír Štědroň. Von 1947 bis 1951 war er Mitarbeiter bei Radio Brünn, zwischen 1958 und 1960 Direktor der Musikabteilung des tschechischen Fernsehens.
Er komponierte eine Sinfonie, eine sinfonische Dichtung, vier Orchestersuiten, sinfonische Variationen, zwei Klavierkonzerte und ein Violinkonzert, kammermusikalische Werke, Kantaten, Chorwerke, Lieder, Schauspiel- und Filmmusiken.